# Mount Hayne
Mount Hayne är ett berg i Antarktis. Det ligger i Östantarktis. Australien gör anspråk på området. Toppen på Hayne är 1 687 meter över havet.
Terrängen runt Mount Hayne är platt åt sydväst, men åt nordost är den kuperad. Trakten är obefolkad. Det finns inga samhällen i närheten.